# Lamine Sambe
Lamine Sambe, né le 15 décembre 1989 à Orléans, dans le Loiret, est un joueur sénégalais de basket-ball. Il évolue au poste d'arrière.

## Biographie
En juillet 2021, Sambe rejoint Nantes Basket Hermine, club de deuxième division français.

## Carrière internationale
Ayant la double nationalité franco-sénégalaise, Sambe décide en 2017 de représenter le Sénégal et participe en 2019 à la Coupe du monde.

## Clubs successifs
- 2006 - 2010 :  Élan béarnais (Pro A/ Pro B)
- 2010 - 2011 :  Olympique d'Antibes (Pro B)
- 2011 - 2013 :  ALM Évreux (Pro B)

S'étant blessé durant la pré-saison, il ne joue pas lors de la saison 2011-2012 mais est tout de même conservé par Évreux.
- 2013 - 2015 :  Cognac CBB (NM1)
- 2015 - 2019 :  Rueil AC (NM1)
- 2019 - 2021 :  ADA Blois (Pro B)
- 2021 - 2022 :  Hermine de Nantes (Pro B)
- depuis 2022 :  Champagne Basket (Pro B)

## Palmarès
- Champion de France Pro B 2010 (Pau-Lacq-Orthez)